# Wojciech Kozub
Wojciech Kozub (Czarny Dunajec, 20 luglio 1976) è un ex biatleta polacco.
È marito di Halina Pitoń, a sua volta biatleta di alto livello.

## Biografia
Nato a Ratułów di Czarny Dunajec, in Coppa del Mondo ottenne il primo risultato di rilievo il 10 dicembre 1994 a Bad Gastein (85°) e il miglior piazzamento il 14 gennaio 1999 a Ruhpolding (5°).
In carriera prese parte a due edizioni dei Giochi olimpici invernali, Nagano 1998 (23° nella sprint, 30° nell'individuale, 5° nella staffetta) e Salt Lake City 2002 (18° nella sprint, 34° nell'inseguimento, 69° nell'individuale, 9° nella staffetta), e a sei dei Campionati mondiali, vincendo una medaglia.

## Palmarès

### Mondiali
- 1 medaglie:
  - 1 bronzo (gara a squadre[3] a Osrblie 1997)

### Coppa del Mondo
- Miglior piazzamento in classifica generale: 42º nel 2000